# Karel Glaser

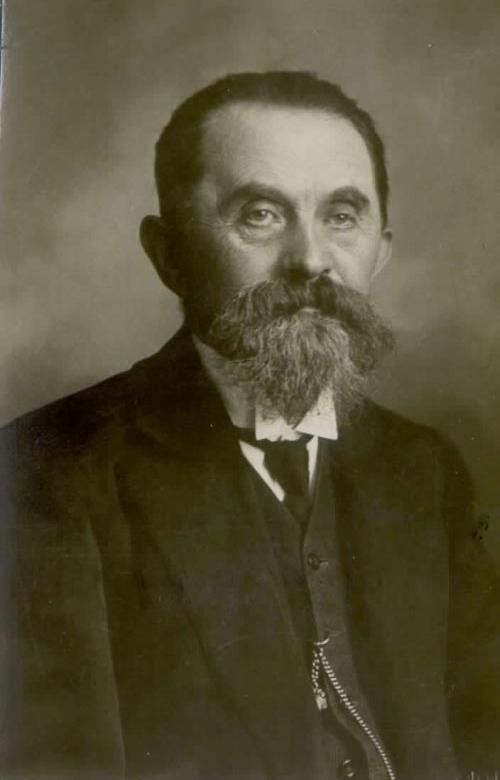
Karol Glaser

Karel Glaser, auch Karol Glaser und Karol Glazer (* 3. Februar 1845 in Kötsch bei Marburg; † 18. Juli 1913 ebenda) war ein slowenischer Philologe und Literaturhistoriker.
Glaser studierte von 1865 bis 1868 Slawistik und klassische Philologie in Wien. 1883 promovierte er als Sanskritologe. Seine Bemühungen um eine feste Universitätsstelle blieben vergeblich. Seit 1889 arbeitete er an seinem 1894 bis 1900 veröffentlichten Hauptwerk, einer Geschichte der slowenischen Literatur (Zgoovina slovnskega slovsva). Glaser übersetzte auch Shakespeare ins Slowenische.